# União Paulista
União Paulista est une municipalité brésilienne de l'État de São Paulo et la Microrégion de Nhandeara.